# Selenops willinki
Selenops willinki là một loài nhện trong họ Selenopidae.
Loài này phân bố ở Trinidad en Tobago.
Loài này thuộc chi Selenops. Selenops willinki được J. A. Corronca miêu tả năm 1996.